# Меленачки партизански одред
Меленачки партизански одред је био партизанска јединица у саставу Народноослободилачке војске и партизанских одреда Југославије током Другог светског рата у Југославији.

## Историјат
Меленачки партизански одред основан је у првој половини јула 1941, када се на Меленачком острву окупило тринаест родољуба (касније 29), који су за свог команданта изабрали Бору Микина Марка, а за политичког комесара Емила Кеврешана Бацу. Приликом формирања, одред је имао од оружја један карабин, две ловачке пушке, четири бомбе, три пиштоља и две нагазне мине. Наредних дана ојачао је и бројчано и у погледу наоружања. Сем тога, још око 240људи било је  организовано у илегалне месне десетине, које су ноћу ишле у акције са Меленачким одредом. Дејствовујући у околини Меленаца, одред се налазио под
непосредни руководством Покрајинског комитета КПЈ за Војводину. Првих дана августа 1941. ушао је у састав Меленачко-куманачког одреда. Поново је формиран 1942. године. И новим Меленачким одредом руководио је Бора Микин Марко. У лето следеће године преостали меленачки борци прикључени су Севернобанатском партизанском одреду, који је основан у карађорђевачком атару. Имао је 62 борца, а командовао им је Маћо Радаковић. Седамнаестог септембра 1943. одред се пробио у Срем. 